# Retrat d'una dona de 57 anys
Retrat d'una dona de 57 anys és un oli sobre taula de 71 × 53,5 cm realitzat per Hans Mielich l'any 1539 i pertanyent a la col·lecció Carmen Thyssen-Bornemisza, el qual es troba en dipòsit al Museu Nacional d'Art de Catalunya.

## Context històric i artístic
Hans Mielich va ser, després de la mort de Barthel Beham, el retratista més popular a Múnic. La seua primera formació va tindre lloc en l'entorn familiar, possiblement amb el seu pare, Wolfgang, i va continuar després els seus estudis a Ratisbona amb Albrecht Altdorfer. Del seu pas per aquest taller va quedar en l'artista l'empremta d'un ús característic del color. Mielich va ampliar coneixements a Itàlia, va treballar per als ducs Guillem IV i Albert V de Baviera i els seus retrats van ser molt apreciats per les classes dirigents de Baviera, sobretot de la ciutat de Múnic.
Aquesta pintura, que va estar al castell francès de Birre, procedeix de la col·lecció del comte Tryszkiewicz. De França va passar als Estats Units, a les galeries Newhouse de Nova York, on es trobava el 1955. Dos anys més tard, el 1957, fou adquirida a Frederick Mont, de Nova York, per a la col·lecció Carmen Thyssen-Bornemisza. En un bon estat de conservació, l'oli va ser transferit del seu suport original a l'actual, encara que es desconeix (com en altres obres de la col·lecció), la data i les circumstàncies que van impulsar aquesta intervenció.

## Descripció
Aquest retrat (realitzat dos anys abans que Mielich viatgés a Itàlia) mostra una dona vestida de negre, amb el cap cobert per un mocador blanc amb unes línies blaves, i asseguda en una cadira de cuir clavetejat amb coronament d'esferes metàl·liques. Les úniques parts del cos que ensenya són el rostre i les mans, les quals té agafades, i porta un anell amb una maragda al dit polze de la mà esquerra (un signe que indica el seu estatus social benestant). El cap, lleugerament inclinat cap a l'esquerra, queda emmarcat pel mocador. Mielich aconsegueix, amb un gran realisme, traslladar a la pintura la fesomia d'aquesta dona, amb les seues ulleres, arrugues, galtes i forma de la boca, sense descurar el seu estat d'ànim i transmet una imatge plena de dignitat i bondat.
El fons, de tons blaus i verds, mostra l'interior d'una cambra amb decoració austera, però molt realista, fet que realça el volum de la persona retratada. A la part superior del quadre hi ha una inscripció: MEINES ALTERS IM 57 JAR (a la meua edat de 57 anys). L'obra està signada i datada a la part lateral esquerra, a mitjana alçada, amb el monograma de l'artista, H. M., i la data, "1539".
La peça fa parella amb el retrat d'un home madur, també assegut, que es conserva en una col·lecció particular dipositada a la Fundació Huis Bergh de S-Heerenberg (els Països Baixos), atribuïda al mateix pintor.